# Ісмаїл I (емір Гранади)
Абу'л-Валід Ісмаїл I ібн Фарадж (араб. أبو الوليد إسماعيل الأول بن فرج‎‎; нар. 3 березня 1279 — 8 липня 1325) — 5-й емір Гранадського емірату в 1314—1325 роках. Зумів посилити та розширити державу.

## Життєпис

### Молоді роки
Походив з династії Насрідів, молодшої гілки. Онук Ісмаїла, валі Малаги, брата гранадського еміра Мухаммада I. Син Абу Саїда Фараджа, валі Малаги, та Фатіми бін аль-Ахмар, доньки еміра Мухаммада II. Народився 1279 року в Альгамбрі. Згодом разом з родиною став мешкати в Малазі.
У 1311 році з огляду на непопулярність еміра Насра I проти нього повстав Абу Саїд Фарадж, який оголосив новим еміром свого сина Ісмаїла. На бік повсталих перейшла значна частина загонів газі. Повсталі взяли Антекеру, Марбелью та Велес-Малага, просунулися до Вега-де-Гранади і розгромили сили Насра в місці, яке арабські джерела називають Аль-Атша, можливо, сьогоднішній Лахар. Наср I опинився в облозі в Гранаді. На прохання еміра кастильські війська 28 травня 1312 року у битві біля Гранади завдали поразки Абу Саїд Фараджу. Втім останній зберіг владу в Малазі.
Невдовзі Абу Саїд Фарадж розпочав перемовини з Абу Саїдом Усманом II, султаном Марокко, щодо передачі тому Малаги в обмін на допомогу у захопленні Гранади. Втім про це стало відомо знаті та мешканцям міста, які повалили Фараджа, замість якого валі став Ісмаїл. Останній наказав ув'язнити батька в фортеці Картама. Пізніше його перевезли до замку Салобренья, де він помер у 1320 році.
Протягом 1313 року в Малазі накопичувалися супротивники Насра I. Згодом Ісмаїл рушив до Гранади, де місцеві мешканці відкрили брами. Наср I зачинився у фортеці Альгамбри, але 8 лютого 1314 року вимушений був здатися. Насра було позбавлено трону і відправлено валі Гуадікса. Ісмаїл став новим еміром Гранади.

### Панування
Втім Наср мріяв повернути собі владу. Також прийняв титул еміра, чим підкреслив незалежність. Але у травні 1315 року його взяли в облогу війська гранадського еміра Ісмаїла I. Облога тривала 45 днів, в результаті війська Ісмаїла I відступили.
Наср розпочав перемовини з кастильськими регентами — інфантами Педро і Хуаном, а також Хайме II, королем Арагону, яким обіцяв в обмін на відновленні себе на троні поступитися частиною емірату. Втім кастильські регенти планували повністю підкорити Гранаду. Навесні 1316 року війська Насра і Кастилії завдали поразки гранадському війську в битві біля Алікуна. Але невдовзі в союзі з Ях'єю ібн Абі Талібом, валі Сеути, флот Гранади завдав поразки кастильцям у морській битві в Гібралтарській протоці. Втім спроба відвоювати Гібралтар виявилася невдалою. Тому 1317 року Ісмаїл I уклав з Кастилією перемир'я.
У 1317 року кастильське військо знову вдерлося в межі емірату, захопивши місто Бельмес. Ісмаїл I погодився віддати данину Кастилії в обмін на чергове перемир'я. Але навесні 1318 року війна поновилася. Боротьба з Насром тривала до 1319 року, коли у битві біля Вега-де-Гранада Ісмаїл I завдав рішучої поразки кастильцям, які знову виступили проти Гранадського емірату. 18 червня 1320 року в Баєні між Гранадою і Кастилією було укладено мир. У 1321 році відповідну угоду було укладено з Арагоном.
Під час цих кампаній потребуючи значних коштів та зміцнення дисципліни еміра заборонив вживання алкоголю, впровадив податок на євреїв, який наказав носити спеціальні відмітки.
1322 році після смерті Насра приєднав Гуадікс до своїх земель. Але невдовзі Кастилія знову виступила проти еміра. У морській битві в Гібралтарській протоці гранадський флот зазнав поразки. Проте Ісмаїл I перейшов у наступ на суходолі. 1324 року від захопив місто Баса. До початку 1325 року вперше серед мусульман Аль-Андалуса широко використовуючи гармати, захопив міста Орсе, Галеру і Уескар. Ці міста наказав ретельно зміцнити, щоб їх не змогли відвоювати кастильці.
У липні 1325 року було також захоплено місто Мартос. Втім через 2 дні Ісмаїла I було вбито його стриєчним братом Мухаммадом ібн Ісмаїлом, сахібом (правителем) Альхесірасу. Втім вбивцю було швидко схоплено й страчено. Новим еміром став син загиблого Мухаммад IV